# Masca lui Tutankhamon
Masca lui Tutankhamon este o mască de aur a faraonului egiptean Tutankhamon din Dinastia a XVIII-a. A fost descoperită de Howard Carter în 1925 în mormântul KV62 din Valea Regilor, iar acum este găzduit în Muzeul Egiptean din Cairo.  Masca este una dintre cele mai cunoscute opere de artă din lume.
Semănând cu Osiris, zeul egiptean al vieții de apoi, masca are 54 de centimetri înălțime, cântărește peste 10 kilograme și este decorată cu pietre semi-prețioase. O vrajă străveche din Cartea Morților este scrisă cu hieroglife pe umerii măștii. Masca a trebuit să fie restaurată în 2015 după ce barba împletită de 2,5 kilograme a căzut și a fost lipită în grabă de lucrătorii muzeului.
Potrivit egiptologului Nicholas Reeves, masca este „nu numai imaginea chintesențială din mormântul lui Tutankhamon, ci poate și cel mai cunoscut obiect din Egiptul antic”.

## Descoperire
Camera de înmormântare a lui Tutankhamun a fost găsită la Necropola Tebană din Valea Regilor în 1922 și a fost deschisă în 1923. Ar fi trecut încă doi ani înainte ca echipa de excavare, condusă de arheologul englez Howard Carter, să poată să deschidă sarcofagul greu care conține mumia lui Tutankhamon. Pe 28 octombrie 1925, aceștia au deschis interiorul a trei sarcofage ca să descopere masca de aur, văzută de oameni pentru prima dată în aproximativ 3.250 de ani.  Carter a scris în jurnalul său:
Bolțurile au fost scoase, capacul a fost ridicat. Scena penultimă a fost dezvăluită - o mumie foarte bine înfășurată a tânărului rege, cu o mască de aur cu o expresie tristă, dar liniștită, simbolizându-l pe Osiris ... masca poartă atributele zeului, dar asemănarea este cea a lui Tut.Ankh.Amen - plăcută și frumoasă, cu aceleași trăsături pe care le găsim pe statuile și sarcofagele sale. Masca a căzut ușor înapoi, astfel privirea ei este drept în sus spre ceruri.
În decembrie 1925, masca a fost scoasă din mormânt, așezată într-o ladă și transportată 635 de kilometri la Muzeul Egiptean din Cairo, unde a rămas expusă publicului.

## Masca
Masca are 54 cm în înălțime, 39,3 în lățime, și 49 în adâncime. Este confecționată din două straturi de aur de multe karat, care variază între 1,5 și 3 mm (0,059–08,88 cm) în grosime, cântărind 10,23 kg. Cristalografia cu raze X a dezvăluit faptul că masca conține două aliaje de aur: o nuanță mai ușoară de 18,4 karate pentru față și gât, și aur de 22,5 karate pentru restul măștii.
Fața reprezintă imaginea standard a faraonului, iar aceeași imagine a fost găsită de excavatori din altă parte a mormântului, în special l astatuile păzitoare. Poartă un acoperământ nemes, deaspura căruia sunt însemnele regale ale unei cobre (Wadjet) și ale unui vultur (Nekhbet), simbolizând faptul că Tutankhamun conduce atât Egiptul de Jos, cât și în Egiptul de Sus. Urechile sunt străpunse ca să țină cercei, caracteristică care pare să fi fost rezervată reginelor și copiilor din aproape toate operele de artă egiptene antice care au supraviețuit.
Conține incrustări de sticlă colorată și pietre prețioase, inclusiv lapis lazuli (contururile ochilor și sprâncenele), cuarț (ochii), obsidian (pupilele), carneol, feldspat, turcoaz, amazonit, faianță și alte pietre (ca incrustări ale gulerului).

### Barba
Când a fost descoperită în 1925, barba îngustă de aur de 2,5 kg încrustată cu lapis lazuli albastru, având un aspect împletit, a devenit separată de mască, dar a fost reatașată pe bărbie folosind un pivot de lemn în 1944.
În august 2014, barba a căzut când masca a fost scoasă din vitrină pentru curățare. Muncitorii responsabili de la muzeu au folosit epoxidul de uscare rapidă în încercarea de a-o repara. Pagubele au fost observate în ianuarie 2015 și au fost reparate de o echipă germano-egipteană care a reatașat barba folosind ceară de albine, un material natural folosit de vechii egipteni.
În ianuarie 2016, a fost anunțat că opt angajați ai Muzeului Egiptean urmau să fie judecați pentru faptul că ar fi ignorat metodele științifice și profesionale de restaurare și au provocat daune permanente ale măștii. Un fost director al muzeului și un fost director de restaurare au fost printre cei care se confruntă cu urmărirea penală. Din ianuarie 2016, data procesului rămâne necunoscută.

### Inscripțiile

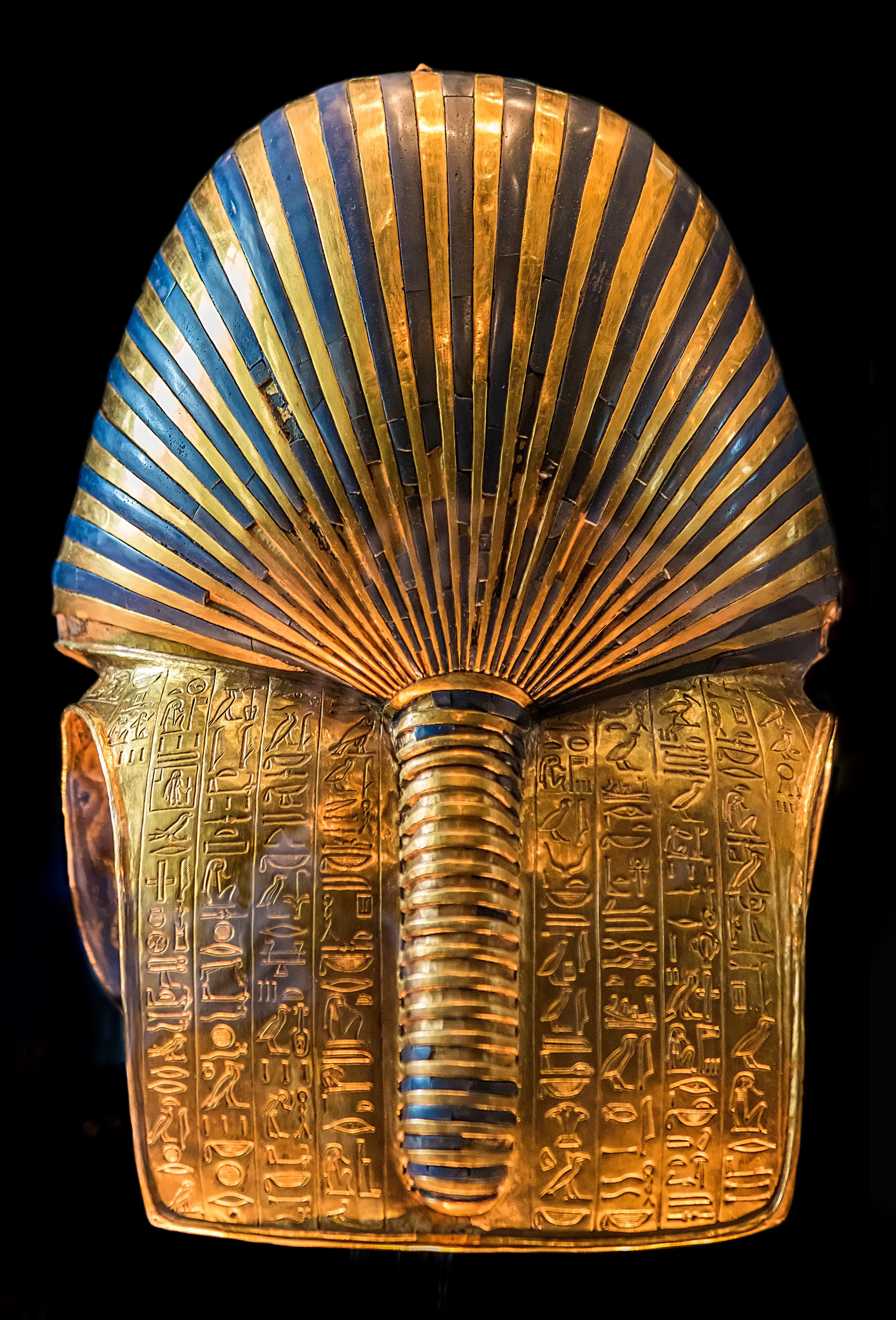
Spatele măștii

O vraja protectoare este scrisă cu hieroglife egiptene pe spate și umeri în zece rânduri verticale și două rânduri orizontale.  Vraja a apărut pentru prima dată pe măști din Regatul Mijlociu, cu 500 de ani înainte de Tutankhamon și a fost folosită în capitolul 151 din Cartea Morților.
„Ochiul tău drept este barca de noapte (a zeului soarelui), ochiul tău stâng este barca de zi, sprâncenele tale sunt (cele ale) Enneadului Zeilor, fruntea ta este (cea a lui) Anubis, ceafa  gâtul este (cea a/cel al lui) Horus, împletiturile tale de păr sunt (cele ale lui) Ptah-Sokar. (Tu ești) în fața lui Osiris (Tutankhamon). El vede mulțumindu-ți, îl ghidezi pe căile cele bune, tu îi lovești pentru el pe confederații lui Seth, astfel încât să-i răstoarne pe inamicii tăi în fața Enneadului Zeilor din marele Castel al Prințului, care se află în Heliopolis ... Osiris, regele Nebkheperurei din Egiptul de Sus [numele tronului lui Tutankhamon], decedat, viață dată de Re.”
Osiris era zeul egiptean al vieții de apoi. Vechii egipteni credeau că regii păstrați în asemănarea lui Osiris or să guverneze Regatul Morților. Nu a fost niciodată înlocuit în totalitate cultul mai vechi al soarelui, în care se credea că regii morți or să fie reanimați ca zeul soarelui Re, al cărui corp era din aur și lapis lazuli. Confluența asta de credințe vechi și noi a dus la un amestec de simboluri în sarcofagul și mormântul lui Tutankhamon.

### Colierul de mărgele
Deși este înlăturat, de obicei, când masca este expusă, are un colier cu șiruri triplice de margele în formă de discuri de faianță aurie și albastră, cu termianții cu flori de lotus și de uraeusuri.

## Galerie

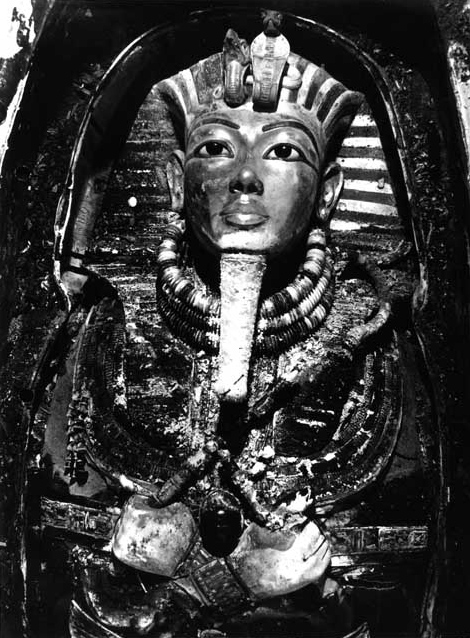
Masca în octombrie 1925
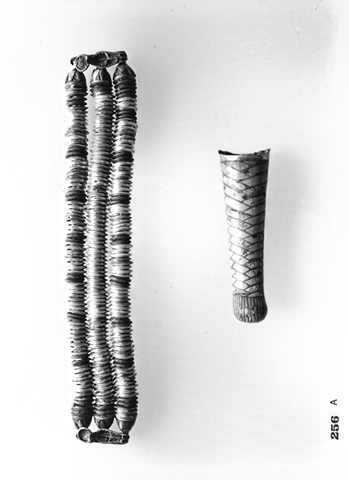
Colierul de mărgele în stânga și barba în dreapta
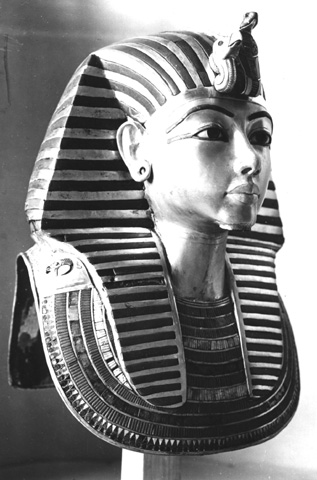
Masca fără barbă
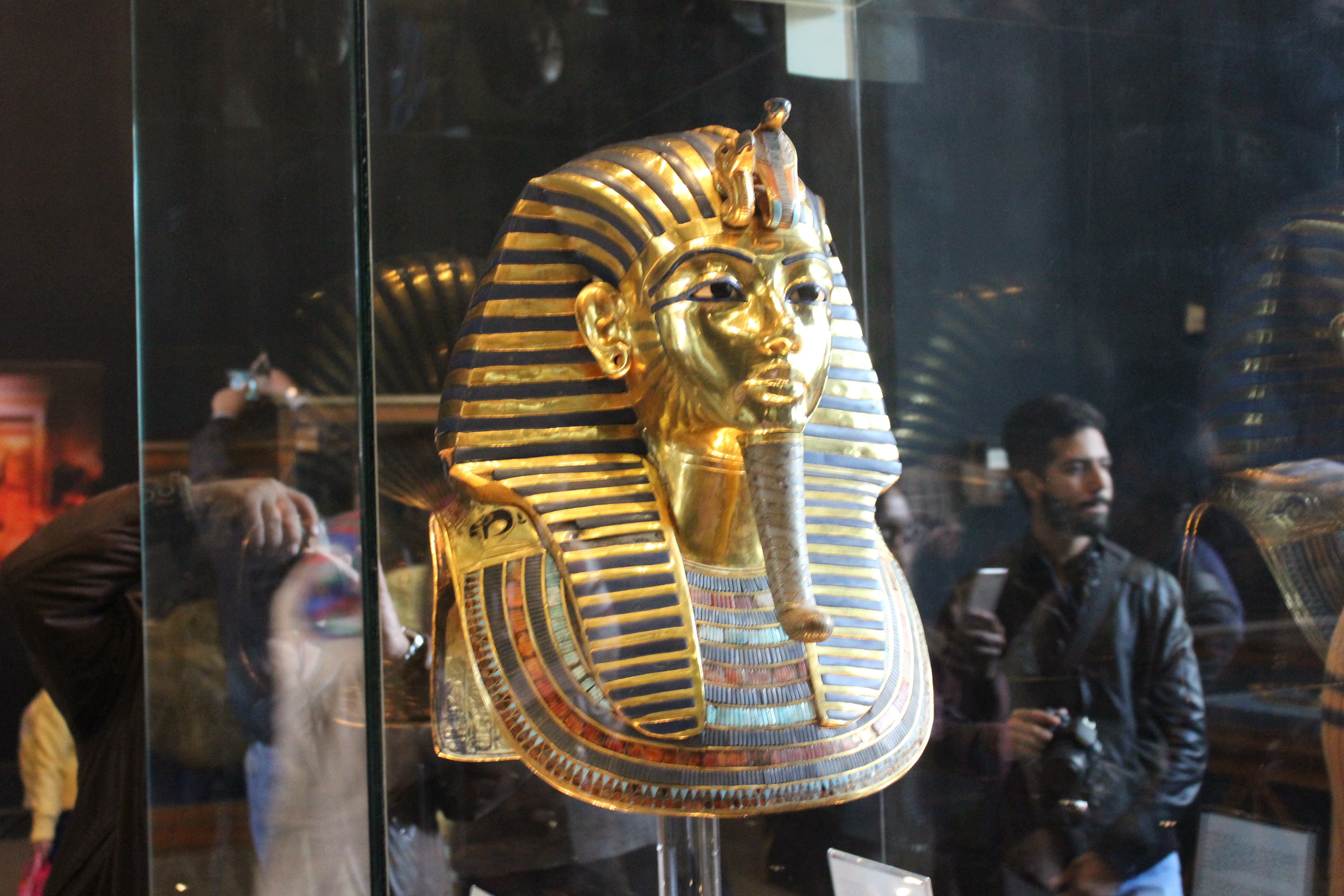
Masca expusă în Muzeul Egiptean din Cairo